# Walter Stahlecker (Ministerialdirektor)
Walter Stahlecker (* 12. Juli 1889 in Ravensburg; † 27. August 1970 in Tübingen) war ein deutscher Jurist und Ministerialbeamter.

## Werdegang
Stahlecker studierte von 1907 bis 1913 Rechtswissenschaften in Tübingen und Berlin. Seit 1907 war er Mitglied der Studentenverbindung Tübinger Königsgesellschaft Roigel. Er legte 1913 die erste und 1920 die zweite Staatsprüfung ab. 1919 wurde er in Tübingen zum Dr. iur. promoviert. 
Er begann seine berufliche Laufbahn von 1922 bis 1924 als Amtmann bei Oberamt Backnang. Von 1924 bis 1926 arbeitete er als Regierungsrat beim Kommando des Landjägercorps. 1926 übernahm er für drei Jahre die Leitung des Oberamts Balingen. Von 1929 bis 1935 war er als Oberregierungsrat Vorstand des Arbeitsamts Ulm. 1935 wechselte er ins Innenministerium und 1938 ins Wirtschaftsministerium in Stuttgart. 1945 ging er als Ministerialrat zum Wirtschaftsministerium Württemberg-Hohenzollern und von 1951 bis 1952 zum Wirtschaftsministerium Württemberg-Baden. Nach der Gründung des Landes Baden-Württemberg wurde er im Wirtschaftsministerium in Stuttgart Ministerialdirektor und Stellvertreter des Ministers. 1954 trat Walter Stahlecker in den Ruhestand.

## Ehrungen
- 1955: Großes Verdienstkreuz der Bundesrepublik Deutschland